# Chad le Clos
Chad Guy Bertrand le Clos (n. 12 aprilie 1992, Durban, Africa de Sud) este un înotător sud-african laureat cu trei medalii olimpice, inclusiv una de aur, din două participări la Jocurile Olimpice: Londra 2012 și Rio de Janeiro 2016. A fost și triplu campion mondial în 2013 și 2015.

## Carieră
Primul sport pe care l-a practicat a fost fotbal. S-a apucat de înotul de performanță din copilărie și a luat parte la prima sa competiție la vârsta de zece ani. A fost inspirat de performanța lui Michael Phelps la Jocurile Olimpice din 2008 de la Beijing să se specialize în stilul fluture.
El a ajuns la cel mai înalt nivel la Jocurile Commonwealth-ului din 2010, unde a cucerit două medalii de aur, una de argint și două medalii de bronz. A cucerit titlul la proba de 200 m fluture și la cea de 400 m fluture, doborând  și recordul Jocurilor la aceste probe.
La Jocurile Olimpice din 2012 a creat surpriză, cucerind medalia de aur la proba de 200 m fluture cu 0,05 secundă avans față de Michael Phelps. Câteva zile mai târziu, a obținut argintul pe distanța de 100 m, fiind depășit de Phelps de dată asta. 
În 2013, după ce Phelps s-a retras, a devenit campion mondial în bazin lung atât la 100 m fluture, cât și la 200 m fluture. Un an mai târziu, Phelps s-a razgandit, explicând că proba de fluture nu era „chiar atât de repede”. La Campionatul Mondial din 2015, în absența lui Michael Phelps, Le Clos și-a aparat titlul mondial la proba de 100 m fluture cu timpul de 50,56 s, stabilind un nou record african. 
La proba de 200 m a fost depășit de ungurul László Cseh, obținând medalia de argint.
La Jocurile Olimpice din 2016 de la Rio de Janeiro, a obținut medalia de aur la proba de 200 m stil liber. În proba de 200 m fluture s-a clasat pe locul 4, Michael Phelps cucerind medalia de aur.

## Legături externe
Materiale media legate de Chad le Clos la Wikimedia Commons
- en  Site-ul oficial
- en  Profil la Comitetul Olimpic Internațional
- en  Profil Arhivat în 19 septembrie 2016, la Wayback Machine. la Federația Internațională de Natație (FINA)
- en Chad le Clos la Olympedia.org